# Granatnik Viven-Bessières

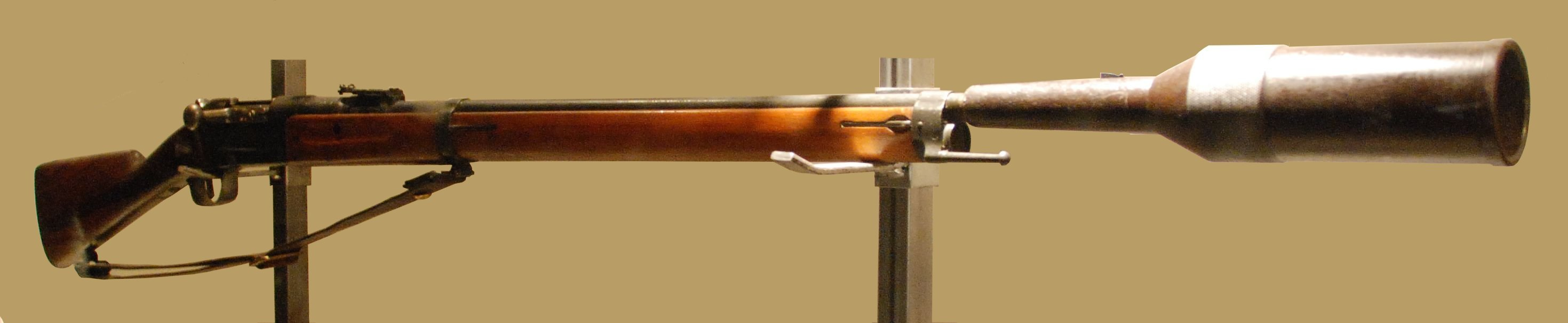
Granatnik Viven-Bessières na karabinie Lebel Mle 1886

Viven-Bessières (VB) – francuski granatnik nasadkowy z okresu I wojny światowej. Stosowany do karabinów systemu Lebel i Berthier wraz z granatami karabinowymi. W okresie międzywojennym granatnik używany był również w Wojsku Polskim.

## Budowa
Granatnik miał kształt kielicha; tylna część dostosowana była do nakładania na odpowiedni typ karabinu, do przedniej, rozszerzonej do kalibru 50 mm, wkładano granat. Masa granatnika wynosiła 1500 g.
Granat karabinowy miał grubościenną skorupę żeliwną o średnicę 50 mm, wewnątrz nacinaną. Ważył ok. 490 gramów (skorupa 475 g, materiał wybuchowy – 60 g; były granaty lekkie i ciężkie, poniżej i powyżej 490 g); elaborowany był szedytem lub amonitem. Wewnątrz granatu znajdowały się dwa kanały, jeden – środkowy dla pocisku karabinowego, drugi – boczny, mieszczący zapalnik czasowy i detonator. Granaty nie były malowane, z wyjątkiem szczytowej stożkowej części oznaczanej czarno dla granatów ciężkich i biało – dla lekkich; nosiły odlane oznaczenia wytwórni. Czas palenia się zapalnika wynosił ok. 8 sekund (± 1 s.); Przy strzelaniu na minimalną odległość (przy kącie podniesienia broni ok. 85°) eksplozja następowała niemal w momencie uderzenia o ziemię, przy odległości maksymalnej (kąt podniesienia lufy ok. 45°) – ok. 2,5 sek. po trafieniu.

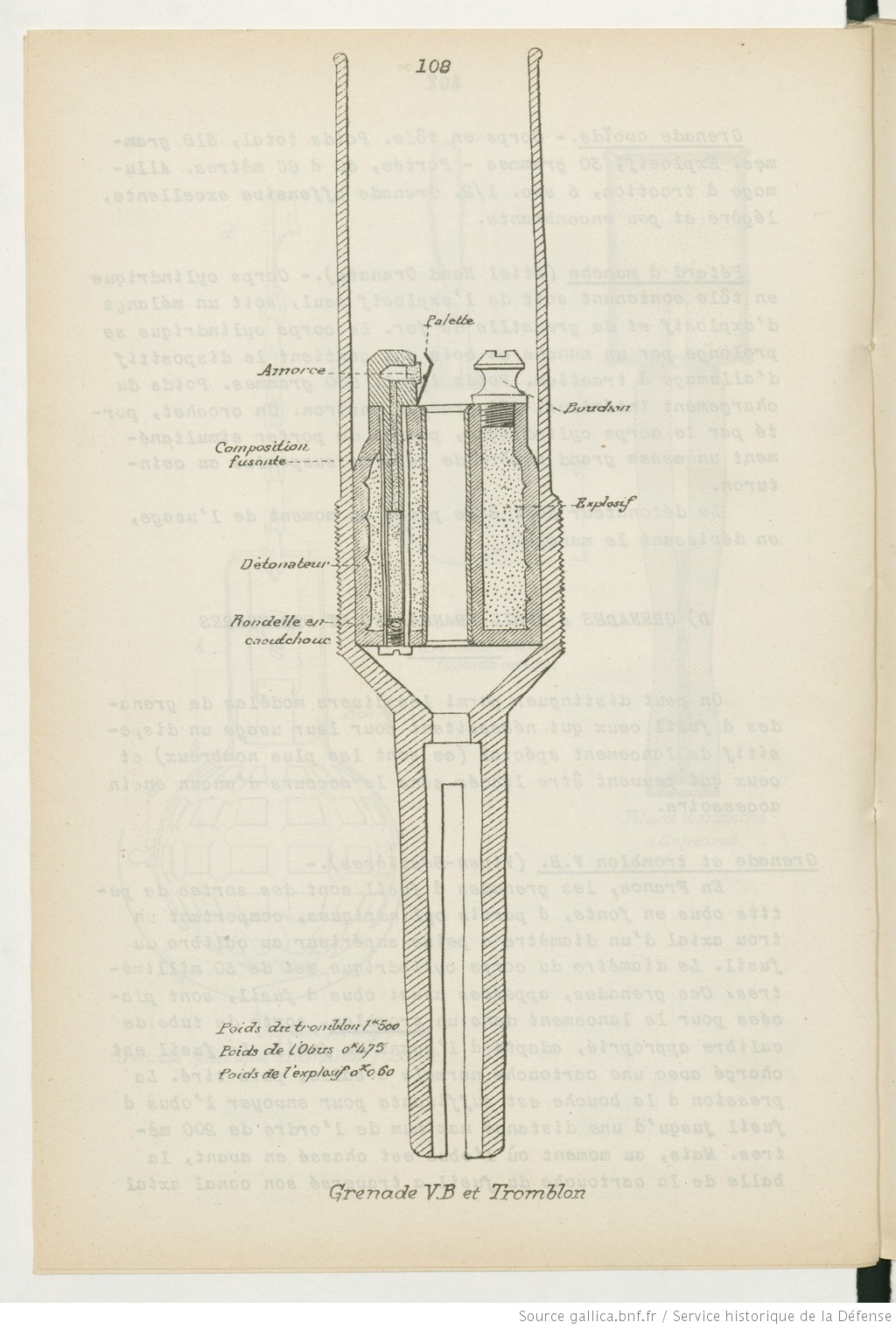
Przekrój granatnika i umieszczonego wewnątrz granatu
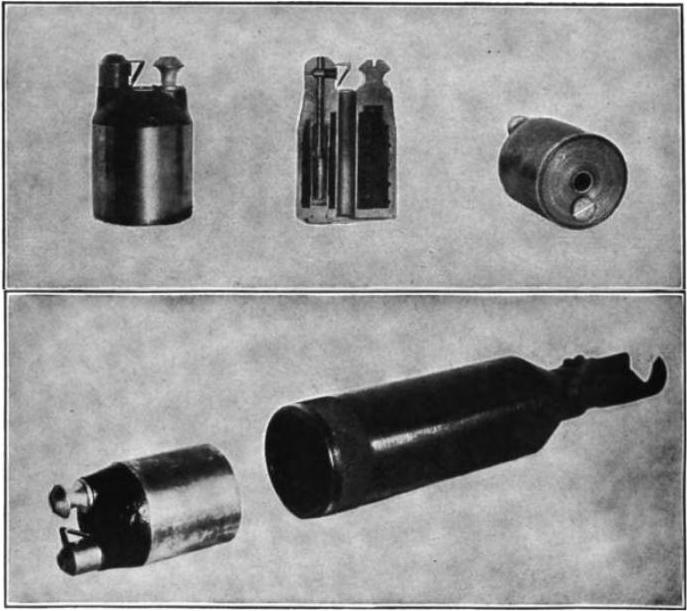
Zdjęcie granatu i granatnika

## Obsługa
Do strzelania na lufę karabinu nasadzano granatnik, w który wkładano granat, a broń ładowano ostrym nabojem. Po wystrzeleniu, pocisk przechodząc przez środkowy kanał granatu, naciskał iglicę, która uruchamiała zapalnik. Ciśnienie gazów prochowych wyrzucało granat. Donośność strzału wynosiła 30–170 m (maks. ok. 200 m).